# Cold Case Hammarskjöld
Cold Case Hammarskjöld er en dansk dokumentarfilm fra 2019 instrueret af Mads Brügger.

## Handling
Mads Brügger og hans hold efterforsker den tidligere FN-generalsekretær Dag Hammarskjölds død, der til dags dato stadig er et mysterium.

## Medvirkende
- Göran Björkdahl
- Mads Brügger